# Капюшонник бороздчатый
Капюшонник бороздчатый (лат. Stephanopachys linearis) — вид жуков из семейства капюшонников (Bostrichidae).

## Распространение
Отмечен в Европе, от Норвегии и Дании до Дальнего Востока (в 1990-е годы открыт в Маньчжурии), в Польше (вид был открыт на территории, которая в то время относилась к Восточной Пруссии). В странах западной континентальной Европы редок.
На территории России известен, например, из Ивановской области. Вид также включён в Красную книгу Мурманской области.